# Шкрилє (Іг)
Шкрилє (словен. Škrilje) — поселення в общині Іг, Осреднєсловенський регіон, Словенія. Висота над рівнем моря: 581,3 м.